# Instituto Português de Oncologia do Porto Francisco Gentil
O Instituto Português de Oncologia do Porto Francisco Gentil é um hospital oncológico público do Serviço Nacional de Saúde situado no Porto, em Portugal. É o hospital oncológico de referência para os utentes da Região do Norte, incluindo o Douro Sul e Aveiro Norte. É responsável por cerca de 50% de todos os tratamentos oncológicos no Norte de Portugal.
Foi inaugurado em 17 de abril de 1974, como Centro Regional do Norte do Instituto Português de Oncologia sediado em Lisboa. Em 1977 foi concedida autonomia administrativa aos Centros Regionais do Porto e de Coimbra, deixando de estar subordinados ao IPO Lisboa. Em 1979 entrou em funções o primeiro Pavilhão de Internamento, atual Pavilhão de Medicina. Em 1983, a tutela passou do Ministério da Educação para o Ministério da Saúde. Em 1993 foi inaugurado o Edifício Central de cirurgia. Em 1996 foi inaugurada a primeira Unidade de Cuidados Continuados em parceria com a Liga Portuguesa Contra o Cancro. Em 2000 foi inaugurado o Edifício dos Laboratórios e em 2003 o Centro de Investigação.